# Жофре, Эдер
Эдер Жофре ( порт. Éder Jofre; португальское произношение: [ˈɛdeɾ ˈʒofɾi]; 26 марта 1936 г. - 2 октября 2022 г.)  бразильский профессиональный боксер. Был чемпионом мира в легчайшем и полулегком весе.
В 2019 году он был признан 16-м величайшим боксером всех времен, что сделало его третьим величайшим боксером из ныне живущих (после Роберто Дурана и Шугара Рэя Леонарда) по версии Международной исследовательской организации бокса. В 2002 году журнал The Ring назвал его 19-м величайшим бойцом за последние 80 лет. В 1996 году он занял 9-е место среди величайших боксеров за последние 50 лет. Он занимает 85-е место в списке 100 величайших панчеров всех времен журнала Ring Magazine.
В 1992 году Жофре был занесен в Международный зал боксерской славы в Канастоте, штат Нью-Йорк, и остается единственным бразильцем, удостоенным такой чести.

## Любительская карьера
Эдер Жофре родился 26 марта 1936 года в Сан-Паулу в семье боксера Хосе Аристидеса Жофре. Будучи любителем Жофре представлял Бразилию на Летних Олимпийских играх 1956 в Мельбурне, Австралия.

### Результаты
- Автоматически прошёл первый раунд
- Победил Тейн Мьина (Бирма) по очкам
- Проиграл Клаудио Баррьентосу (Чили) по очкам.

## Профессиональная карьера
Эдер дебютировал в профессиональном боксе 23 марта 1957 года, победив Рауля Лопеса нокаутом в пятом раунде. В 1957 году у него было двенадцать боев, в том числе по два против Лопеса, Освальдо Переса и Эрнесто Миранды. Бои с Мирандой закончились двумя подряд ничьими после 10 раундов.
В 1958 году Жофре выиграл еще четыре боя, а затем, 14 мая того же года, он провел свой первый бой за границей, завершившийся вничью после десяти раундов, против Рубена Касереса в Монтевидео, Уругвай. 14 ноября Хосе Смекка стал единственным человеком, который смог отправить Жофре в нокдаун. Нокдаун произошёл во втором раунде, но Эдер выстоял и нокаутировал своего оппонента в седьмом раунде.
Жофре выиграл восемь боев в 1959 году, в том числе один против двукратного претендента на титул чемпиона мира Лео Эспинозы и матч-реванш с Касересом.
19 февраля 1960 года он дрался с Эрнесто Мирандой в третий раз, на этот раз за принадлежавщий ему титул чемпиона Южной Америки в легчайшем весе. Жофре победил Миранду в пятнадцати раундовом бою по очкам и выиграл свой первый профессиональный титул. Жофре защитил титул в четвертом бою с Мирандой, завершимся нокаутом в треьем раунде, а после еще одной победы дебютировал в США, победив Хосе Меделя нокаутом в десятом раунде 16 августа в Лос-Анджелесе. Затем он победил мощного панчера Рикардо Морено (позже вошедшего в число лучших панчеров бокса всех времен по версии журнала Ring) нокаутом в шестом раунде.
18 ноября того же года Жофре стал чемпионом мира, нокаутировав Элоя Санчеса в шестом раунде в Лос-Анджелесе и завоевав вакантный титул чемпиона мира по версии WBA (на тот момент NBA) в легчайшем весе.
С 1960 по 1965 год он защитил свой титул против Пьеро Ролло, Рамона Ариаса (в Каракасе, Венесуэла), Джона Колдуэлла, Германа Маркеса, Хосе Меделя, Катсутоши Аоки (в Токио), Джонни Хамито (в Маниле, Филиппины) и Бернардо Карабальо (в Боготе, Колумбия).
Кроме того, он побеждал в нетитульных поединках таких бойцов, как Билли Пикок, Садао Яойта и Фернандо Сото. После боя с Аоки, Жофре также был признан чемпионом мира в легчайшем весе по версии WBC, таким образом, став абсолютным чемпионом мира.
17 мая 1965 года его серия без поражений была прервана, когда он проиграл «Файтингу Хараде» спорным раздельным решением судей в пятнадцати раундовом бою в Нагое, Япония, и потерял титул чемпиона мира в легчайшем весе.
Проиграв Хараде единогласным решением судей в матче-реванше, состоявшемся в Токио 1 июня 1966 года, Жофре ушел из бокса.
В 1969 году он вернулся, победив 26 августа Руди Корону нокаутом в шестом раунде. Выиграв тринадцать боев подряд, он снова боролся за титул чемпиона мира: 5 мая 1973 года он дрался с Хосе Легра  за титулы Lineal и WBC в полулегком весе в Бразилии. Жофре стал чемпионом мира в двух дивизионах, победив Легру решением большинства судей после пятнадцати раундов.
Несмотря на то, что он выиграл свой второй титул чемпиона мира, Жофре понял, что его боксерская карьера близится к концу. Он победил Фрэнки Кроуфорда в нетитульном бою и защитил свой титул чемпиона мира в полулегком весе против бывшего чемпиона мира в легчайшем весе Висенте Салдивара из Мексики в «супер бою», проведенном в Сальвадоре. Он нокаутировал Салдивара в четвёртом раунде.

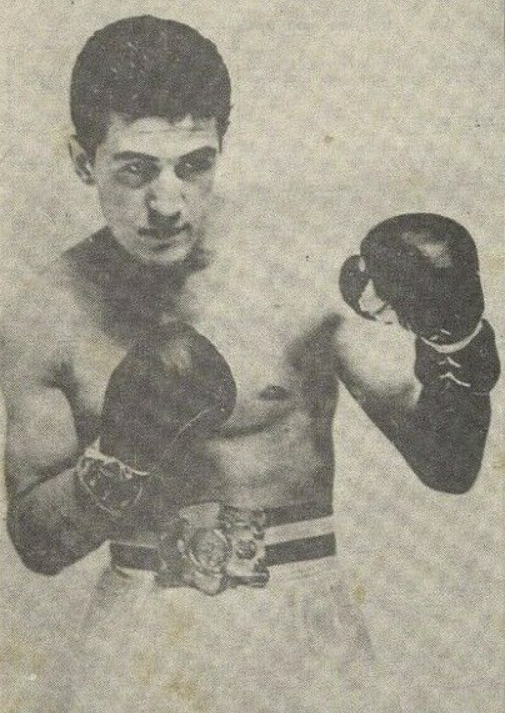
Эдер Жофре в 1962 году

После череды боев с менее известными бойцами он ушел из спорта, победив мексиканца Октавио Гомеса единогласным, но неоднозначным решением судей (120–110 от судьи Александр Диб, 119–115 от судьи Адриано Каролло и 117–116 от судьи Америко Виейра) в Сан-Паулу, 8 октября 1976 года. В этом последнем бою Жофре вел себя медленно и неуверенно, и сам поставил под сомнение правильность решения арбитра («Что бы они ни говорили, я не победил знаменитого Гомеса. (порт. Digam o que disserem, eu não venci Famoso Gomez)», — сказал он газете O Globo в Рио-де-Жанейро ).
У Жофре был рекорд 72–2–4 (50 нокаутов), что делало его членом исключительной группы боксеров, выигравших 50 или более боев нокаутом.

## После завершения карьеры
Жофре работал в политике, проработав олдерменом города Сан-Паулу в течение 16 лет. Затем он работал в государственной компании DERSA, работающей с автомагистралями Сан-Паулу. В 2004 году был выпущен фильм на DVD о жизни Жофре под названием «O Grande Campeão». К 85-летию Жофра, в 2021 году, была выпущена первая англоязычная биография его жизни. Книга друга семьи Кристофера Дж. Смита под названием «Эдер Жофре: первый чемпион мира по боксу из Бразилии» стала «Книгой года» в «Зале славы бокса Западного побережья» в октябре 2021 года в отеле Loews в Голливуде, Калифорния. На мероприятии присутствовали Жофре, его сын Марсель и дочь Андреа. Жофре приехал в Лос-Анджелес, чтобы быть введенным в «Зал боксерской славы Западного побережья», и в этой поездке он снова посетил место своей победы за титул чемпиона мира в легчайшем весе, Olympic Auditorium -  он побывал там впервые с вечера 18 ноября 1960 года.

## Выставочные матчи и тренировки
Жофре иногда проводил выствавочные бои. Некоторые из его наиболее примечательных выставок были против Сервилиу де Оливейры и Алексиса Аргуэльо. В 2010 году, в возрасте 74 лет, Жофре, фанатик физической подготовки, был в отличной физической форме и выпустил видео о калистенике.

## Вегетарианство
Жофре был вегетарианцем. Его называют одним из немногих вегетарианцев, когда-либо выигравших титул чемпиона мира по боксу. Он стал вегетарианцем в возрасте 20 лет после того, как прочитал книгу, в которой говорилось, что потребление мяса вредно для организма. Жофре придерживался своей строгой вегетарианской диеты 66 лет и прокомментировал в 2019 году: «Сегодня я даже чувствую отвращение, когда вижу, как люди едят мясо ... Я ем макароны, рис и бобы, отварной картофель или жареный и очень редко яйца. Я пью молоко, йогурт, творог и мед».

## Болезнь и смерть
Жофре страдал хронической травматической энцефалопатией. В марте 2022 года он был госпитализирован в клинику Эмбу из-за пневмонии. Он умер 2 октября из-за осложнений болезни на 87-м году жизни.

## Таблица боёв
В таблице перечислены результаты всех поединков боксёров.
В каждой строке указан результат поединка. Дополнительно номер поединка обозначен цветом, который обозначает итог поединка. Расшифровка обозначений и цветов представлена в нижеследующей таблице.
| Пример | Расшифровка                     |
| ------ | ------------------------------- |
|        | Победа                          |
|        | Ничья                           |
|        | Поражение                       |
|        | Планируемый поединок            |
|        | Поединок признан несостоявшимся |
| КО     | Нокаут                          |
| ТКО    | Технический нокаут              |
| PTS    | Решение судей (по очкам)        |
| UD     | Единогласное решение судей      |
| MD     | Решение большинства судей       |
| SD     | Раздельное решение судей        |
| RTD    | Отказ от продолжения боя        |
| DQ     | Дисквалификация                 |
| NC     | Поединок признан несостоявшимся |

| Бой | Дата       | Соперник                       | Судья                                                                         | Место боя                                               | Результат        | Дополнительно |
| --- | ---------- | ------------------------------ | ----------------------------------------------------------------------------- | ------------------------------------------------------- | ---------------- | --- |
| 78  | 1976-10-08 | Октавио Гомес (55-14-7)        | Адриано Каролло, Александр Диб, Америко Виейра                                | Джинасиу-ду-Ибирапуэра, Сан-Паулу, Бразилия             | UD (12)          | |
| 77  | 1976-08-13 | Хуан Антонио Лопес (32-5)      | Антонио Зиравелло, Александр Диб, Антонио Дженовези, Америко Виейра           | Джинасиу-ду-Ибирапуэра, Сан-Паулу, Бразилия             | UD (10)          | |
| 76  | 1976-07-02 | Хосе Антонио Хименес (38-7-6)  |                                                                               | Джиназио ду Коринтианс, Сан-Паулу, Бразилия             | UD (10)          | |
| 75  | 1976-05-29 | Паскуалино Морбиделли (12-2-1) | Мойзес Систер                                                                 | Джинасиу-ду-Ибирапуэра, Сан-Паулу, Бразилия             | KO4, 1:07 (10)   | |
| 74  | 1976-05-02 | Мишель Лефевр (11-7-4)         | Кловис Катальди                                                               | Хинасио де Эспортес Нильсон Нельсон, Бразилиа, Бразилия | KO3, 1:15 (10)   | |
| 73  | 1976-02-24 | Энцо Фаринелли (26-11-9)       | Кловис Катальди                                                               | Джинасио Гигантинью, Порту-Алегри, Бразилия             | KO4, 2:36 (10)   | |
| 72  | 1974-12-21 | Нилиберто Эррера (4-1)         | Антонио Зиравелло, Моасир Андраде, Александр Диб, Антонио Дженовези           | Хинасиу Муниципал де Жундиаи, Жундиаи, Бразилия         | UD (10)          | |
| 71  | 1973-10-21 | Висенте Сальдивар (37-2)       |                                                                               | Джинасиу Муниципал, Бауру, Бразилия                     | KO4, 1:40 (15)   | Защитил титул чемпиона по версии WBC в легчайшем весе, (1-я защита Жофре)                                             |
| 70  | 1973-08-25 | Фрэнки Кроуфорд (38-17-5)      |                                                                               | Джинасиу Муниципал, Бауру, Бразилия                     | UD (10)          | |
| 69  | 1973-07-21 | Годфри Стивенс (68-7-3)        |                                                                               | Джинасиу-ду-Ибирапуэра, Сан-Паулу, Бразилия             | KO4 (10)         | |
| 68  | 1973-05-05 | Хосе Легра (128-9-4)           | Джей Эдсон, Ньютон Кампос, Лоренцо Санчес Вильяр                              | Джинасиу Президенте Медичи, Бразилиа, Бразилия          | MD (15)          | Бой за титул чемпиона по версии WBC в полулегком весе (1-я защита Легра).                                             |
| 67  | 1972-09-29 | Джимай Белхадри (3-5)          | Антонио Зиравелло                                                             | Джинасиу-ду-Ибирапуэра, Сан-Паулу, Бразилия             | KO3, 1:50 (10)   | |
| 66  | 1972-08-18 | Шиг Фикуяма (19-6-2)           |                                                                               | Джинасиу-ду-Ибирапуэра, Сан-Паулу, Бразилия             | TKO9 (10)        | |
| 65  | 1972-06-30 | Хосе Бисбаль (44-31-8)         | Хосе де Николо                                                                | Джинасиу-ду-Ибирапуэра, Сан-Паулу, Бразилия             | KO2, 2:05 (10)   | |
| 64  | 1972-04-28 | Феликс Фигероа (8-4-2)         | Моасир Андраде, Александр Диб, Америко Виейра                                 | Джинасиу-ду-Ибирапуэра, Сан-Паулу, Бразилия             | UD (10)          | |
| 63  | 1972-03-24 | Мемо Моралес (11-13)           | Америко Кюри                                                                  | Джинасиу-ду-Ибирапуэра, Сан-Паулу, Бразилия             | KO6, 2:38 (10)   | |
| 62  | 1971-10-29 | Роберт Порсел (15-3-1)         | Телемако Помпеу                                                               | Джинасиу-ду-Ибирапуэра, Сан-Паулу, Бразилия             | KO2, 2:37 (10)   | |
| 61  | 1971-09-10 | Тони Джумао Ас (11-12-3)       | Америко Кюри, Моасир Андраде, Оливье Бонтемпи, Фаусто Мартинс Гарсия          | Джинасиу-ду-Ибирапуэра, Сан-Паулу, Бразилия             | UD (10)          | |
| 60  | 1971-07-09 | Доменико Чилоиро (25-15-6)     |                                                                               | Джинасиу-ду-Ибирапуэра, Сан-Паулу, Бразилия             | UD (10)          | |
| 59  | 1971-03-26 | Джерри Стоукс (28-19-1)        | Антонио Зиравелло                                                             | Джинасиу-ду-Ибирапуэра, Сан-Паулу, Бразилия             | KO2 (10)         | |
| 58  | 1970-11-06 | Джованни Гирдженти (30-6-3)    | Пауло Гонсалес                                                                | Джинасиу-ду-Ибирапуэра, Сан-Паулу, Бразилия             | PTS (10)         | |
| 57  | 1970-09-25 | Роберто Вонг (5-12-1)          |                                                                               | Джинасиу-ду-Ибирапуэра, Сан-Паулу, Бразилия             | KO3, 0:55 (10)   | |
| 56  | 1970-05-29 | Мэнни Элиас (51-21-2)          | Пауло Гонсалес, Моасир Андраде, Джей Эдсон, Фаусто Мартинс Гарсия             | Джинасиу-ду-Ибирапуэра, Сан-Паулу, Бразилия             | UD (10)          | |
| 55  | 1970-01-30 | Невио Карби (26-12-7)          | Владимир Баричелли, Оливье Бонтемпи, Антонио Дженовези, Фаусто Мартинс Гарсия | Джинасиу-ду-Ибирапуэра, Сан-Паулу, Бразилия             | UD (10)          | |
| 54  | 1969-08-27 | Руди Корона (49-26-1)          | Серафим Перейра                                                               | Джинасиу-ду-Ибирапуэра, Сан-Паулу, Бразилия             | KO6 (10)         | |
| 53  | 1966-05-31 | Файтинг Харада (42-3)          | Ник Поуп, Хироюки Тедзаки, Такео Уго                                          | Ниппон Будокан, Токио, Япония                           | UD (15)          | Бой за титул чемпиона по версиям WBA (2-я защита Харады) и WBC (2-я защита Харады) в легчайшем весе.                  |
| 52  | 1965-11-05 | Мэнни Элиас (44-16-1)          | Барни Росс                                                                    | Джинасиу-ду-Ибирапуэра, Сан-Паулу, Бразилия             | UD (10)          | |
| 51  | 1965-05-18 | Файтинг Харада (38-3)          | Барни Росс, Джей Эдсон, Масао Като                                            | Aichi Prefectural Gymnasium, Нагоя, Япония              | SD (15)          | Потерял титул чемпиона по версиям WBA и WBC в легчайшем весе.                                                         |
| 50  | 1964-11-27 | Бернардо Карабальо (29-0-1)    | Барни Росс                                                                    | Santamaría Bullring, Богота, Колумбия                   | KO7, 2:50 (15)   | Защитил титул чемпиона по версиям WBA (8-я защита Жофре) и WBC (2-я защита Жофре) в легчайшем весе.                   |
| 49  | 1963-05-18 | Джонни Джамито (32-3-2)        | Антонио Зиравелло, Энтони Петронелла,                                         | Аранета Колисеум, Кесон-Сити, Филиппины                 | RTD11, 3:00 (15) | Защитил титул чемпиона по версиям WBA (7-я защита Жофре) и WBC (1-я защита Жофре) в легчайшем весе.                   |
| 48  | 1963-04-04 | Катсутоши Аоки (33-1-1)        | Антонио Зиравелло, Энтони Петронелла, Такео Уго                               | Кокугикан, Токио, Япония                                | KO3, 2:12 (15)   | Защитил титул чемпиона по версиям WBA (6-я защита Жофре), Завоевал титул чемпиона мира по версии WBC в легчайшем весе |
| 47  | 1962-09-11 | Хосе Медель (52-17-4)          | Хоакин Арвас, Антонио Паула Медейрос, Флавио Тейшейра, Рамон Веласкес         | Джинасиу-ду-Ибирапуэра, Сан-Паулу, Бразилия             | TKO6, 1:11 (15)  | Защитил титул чемпиона по версиям WBA (5-я защита Жофре),                                                             |
| 46  | 1962-05-04 | Герман Маркес                  | Фред Апостоли, Фред Боттаро, Верн Биби                                        | Кау Палас, Дейли-Сити, Калифорния, США                  | TKO10, 2:15 (15) | Защитил титул чемпиона по версиям NBA (4-я защита Жофре)                                                              |
| 45  | 1962-01-18 | Джон Колдуэлл (25-0)           | Вилли Пеп, Энтони Петронелла, Эдмар Тейшейра, Питер Уилсон                    | Джинасиу-ду-Ибирапуэра, Сан-Паулу, Бразилия             | TKO10, 2:45 (15) | Защитил титул чемпиона по версиям NBA (3-я защита Жофре)                                                              |
| 44  | 1961-12-06 | Фернандо Гонсалвес (19-11-4)   | Антонио Зиравелло                                                             | Джинасиу-ду-Ибирапуэра, Сан-Паулу, Бразилия             | KO8, 1:45 (10)   | |
| 43  | 1961-08-19 | Рамон Ариас (25-8-1)           |                                                                               | Университарио, Каракас, Венесуэла                       | TKO7 (15)        | Защитил титул чемпиона по версиям NBA (2-я защита Жофре)                                                              |
| 42  | 1961-07-26 | Садао Яойта (43-9-2)           | Антонио Зиравелло                                                             | Джинасиу-ду-Ибирапуэра, Сан-Паулу, Бразилия             | KO10, 2:12 (10)  | |
| 41  | 1961-04-18 | Шугар Рэй (18-5-2)             | Америко Кюри                                                                  | Пакаэмбу, Сан-Паулу, Бразилия                           | KO2 (10)         | |
| 40  | 1961-03-25 | Пьеро Ролло (53-6-6)           | Хайме Феррейра, Моасир Андраде, Нат Флейшер, Хосе Маскареньяс                 | Стадион Ботафого, Рио-де-Жанейро, Бразили               | RTD9 (15)        | Защитил титул чемпиона по версии NBA в легчайшем весе, (1-я защита Жофре) .                                           |
| 39  | 1960-12-16 | Билли Пикок (43-32-1)          | Эдмундо Лима                                                                  | Джинасиу-ду-Ибирапуэра, Сан-Паулу, Бразилия             | KO2 (10)         | |
| 38  | 1960-11-18 | Элой Санчес (25-12)            | Муши Каллахан                                                                 | Grand Olympic Auditorium, Лос-Анджелес, Калифорния, США | KO6, 1:30 (15)   | Бой за вакантный титул чемпиона по версии NBA в легчайшем весе                                                        |
| 37  | 1960-09-30 | Рикардо Морено (0-0-2)         | Антонио Зиравелло                                                             | Джинасиу-ду-Ибирапуэра, Сан-Паулу, Бразилия             | RTD6 (10)        | |
| 36  | 1960-08-18 | Хосе Медель (43-16-3)          | Муши Каллахан, Чарли Рэндольф, Дик Янг                                        | Grand Olympic Auditorium, Лос-Анджелес, Калифорния, США | KO10 (12)        | . |
| 35  | 1960-07-15 | Клаудио Баррьентос (12-1-4)    | Америко Кюри                                                                  | Джинасиу-ду-Ибирапуэра, Сан-Паулу, Бразилия             | TKO8 (10)        | |
| 34  | 1960-06-10 | Эрнесто Миранда (40-4-5)       | Эдмундо Лима, Эктор Шомон, Гарсон Фунес, Адемар Тейшейра                      | Джинасиу-ду-Ибирапуэра, Сан-Паулу, Бразилия             | KO3, 2:20 (15)   | защитил титул чемпиона Южной Америки в легчайшем весе, (1-я защита Жофре)                                             |
| 33  | 1960-02-19 | Эрнесто Миранда (40-3-4)       | Альфонсо Араужо, Моасир Андраде, Хуан Гуаш, Адемар Тейшейра                   | Джинасиу-ду-Ибирапуэра, Сан-Паулу, Бразилия             | UD (15)          | Бой за титул чемпиона Южной Америки в легчайшем весе                                                                  |
| 32  | 1959-12-12 | Дэнни Кид (28-14-9)            | Антонио Зиравелло                                                             | Джинасиу-ду-Ибирапуэра, Сан-Паулу, Бразилия             | UD (10)          | |
| 31  | 1959-10-30 | Джованни Цуддас (57-14-4)      | Америко Кюри                                                                  | Джинасиу-ду-Ибирапуэра, Сан-Паулу, Бразилия             | PTS (10)         | |
| 30  | 1959-10-09 | Ангел Бустос (3-5-2)           | Пьер Салу                                                                     | Джинасиу-ду-Ибирапуэра, Сан-Паулу, Бразилия             | KO3 (10)         | |
| 29  | 1959-07-31 | Рубен Касерес (13-2-8)         | Америко Кюри                                                                  | Джинасиу-ду-Ибирапуэра, Сан-Паулу, Бразилия             | KO7 (10)         | |
| 28  | 1959-06-28 | Салустиано Суарес (1-3-1)      | Афонсу Видаль                                                                 | Эстудиос ТВ Рио, Рио-де-Жанейро, Бразилия               | KO1 (10)         | |
| 27  | 1959-06-19 | Ангел Бустос (2-4-1)           | Пьер Салу                                                                     | Джинасиу-ду-Ибирапуэра, Сан-Паулу, Бразилия             | TKO4 (10)        | |
| 26  | 1959-06-04 | Лео Эспиноса (44-11-1)         | Антонио Зиравелло                                                             | Джинасиу-ду-Ибирапуэра, Сан-Паулу, Бразилия             | PTS (10)         | |
| 25  | 1959-04-20 | Салустиано Суарес (1-1-1)      | Альфонсо Араужо                                                               | Джинасиу-ду-Ибирапуэра, Сан-Паулу, Бразилия             | KO4 (10)         | |
| 24  | 1959-03-23 | Анисето Перейра (12-0-2)       |                                                                               | Джинасиу-ду-Ибирапуэра, Сан-Паулу, Бразилия             | PTS (10)         | |
| 23  | 1958-12-12 | Роберто Кастро (56-5-8)        | Антонио Зиравелло                                                             | Джинасиу-ду-Ибирапуэра, Сан-Паулу, Бразилия             | KO2, 2:40 (10)   | |
| 22  | 1958-11-14 | Хосе Смекка (11-0)             |                                                                               | Джинасиу-ду-Ибирапуэра, Сан-Паулу, Бразилия             | TKO7 (10)        | |
| 21  | 1958-10-10 | Хосе Касас (1-13-8)            | Антонио Зиравелло                                                             | Джинасиу-ду-Ибирапуэра, Сан-Паулу, Бразилия             | KO3, 1:23 (10)   | |
| 20  | 1958-09-12 | Хосе Касас (1-12-8)            |                                                                               | Джинасиу-ду-Ибирапуэра, Сан-Паулу, Бразилия             | PTS (10)         | |
| 19  | 1958-08-08 | Роберто Ольмедо (дебют)        | Америко Кюри                                                                  | Джинасиу-ду-Ибирапуэра, Сан-Паулу, Бразилия             | TKO5, 0:15 (10)  | |
| 18  | 1958-07-18 | Хуан Карлос Асебаль (1-5-1)    |                                                                               | Джинасиу-ду-Ибирапуэра, Сан-Паулу, Бразилия             | KO2 (10)         | |
| 17  | 1958-06-29 | Герман Эскудеро (2-5-1)        |                                                                               | Эстудиос ТВ Рио, Рио-де-Жанейро, Бразилия               | KO2 (10)         | |
| 16  | 1958-06-21 | Герман Эскудеро (2-4-1)        |                                                                               | Джинасиу-ду-Ибирапуэра, Сан-Паулу, Бразилия             | KO2 (10)         | |
| 15  | 1958-05-14 | Рубен Касерес (11-1-5)         | Гортенсио Гуларте                                                             | Паласио Пеньяроль, Монтевидео, Уругвай                  | PTS (10)         | |
| 14  | 1958-03-07 | Кристобаль Феррер (6-8-7)      |                                                                               | Джинасиу-ду-Ибирапуэра, Сан-Паулу, Бразилия             | TKO6 (10)        | |
| 13  | 1958-01-29 | Авелино Ромеро (0-3)           | Антонио Зиравелло                                                             | Джинасиу-ду-Ибирапуэра, Сан-Паулу, Бразилия             | TKO2 (10)        | |
| 12  | 1957-12-22 | Кристобаль Феррер (6-7-6)      | Николас Дэвид                                                                 | Эстудиос ТВ Рио, Рио-де-Жанейро, Бразилия               | PTS (10)         | |
| 11  | 1957-12-13 | Адольфо Рамон Пендас (12-7-7)  | Хосе де Николо                                                                | Джинасиу-ду-Ибирапуэра, Сан-Паулу, Бразилия             | PTS (10)         | |
| 10  | 1957-10-30 | Луис Анхель Хименес (8-3-5)    |                                                                               | Джинасиу-ду-Ибирапуэра, Сан-Паулу, Бразилия             | KO8 (10)         | |
| 9   | 1957-09-06 | Эрнесто Миранда (15-3-2)       | Америко Кюри                                                                  | Пакаэмбу, Сан-Паулу, Бразилия                           | PTS (10)         | |
| 8   | 1957-08-16 | Эрнесто Миранда (15-3-1)       | Хосе де Николо                                                                | Джинасиу-ду-Ибирапуэра, Сан-Паулу, Бразилия             | PTS (10)         | |
| 7   | 1957-07-19 | Рауль Хайме (1-11-2)           |                                                                               | Джинасиу-ду-Ибирапуэра, Сан-Паулу, Бразилия             | PTS (10)         | |
| 6   | 1957-07-05 | Рауль Хайме (1-10-2)           | Бруно Муфатти                                                                 | Джинасиу-ду-Ибирапуэра, Сан-Паулу, Бразилия             | PTS (10)         | |
| 5   | 1957-06-14 | Хуан Гонсалес (2-0-1)          |                                                                               | Джинасиу-ду-Ибирапуэра, Сан-Паулу, Бразилия             | TKO5 (10)        | |
| 4   | 1957-06-07 | Освальдо Перес (0-4-1)         |                                                                               | Джинасиу-ду-Ибирапуэра, Сан-Паулу, Бразилия             | KO2 (10)         | |
| 3   | 1957-05-24 | Освальдо Перес (0-3-1)         | Хосе де Николо                                                                | Джинасиу-ду-Ибирапуэра, Сан-Паулу, Бразилия             | TKO10 (10)       | |
| 2   | 1957-04-26 | Рауль Лопес (0-5-2)            |                                                                               | Джинасиу-ду-Ибирапуэра, Сан-Паулу, Бразилия             | KO3 (8)          | |
| 1   | 1957-03-29 | Рауль Лопес (0-4-1)            |                                                                               | Джинасиу-ду-Ибирапуэра, Сан-Паулу, Бразилия             | TKO5 (8)         | |

## Память
Жофре член Международного зала боксерской славы.
Жофре занимает 16-е место в постоянном списке Международной исследовательской организации бокса.
В 1983 году, на праздновании 20-летия WBC,Жофре был признан величайшим боксером в легчайшем весе всех времен. Он также считается бессменным «суперчемпионом» WBA.
В 1996 году Жофре занял 9-е место в списке 50 величайших боксеров за последние 50 лет по версии журнала Ring.
Жофре занимает 19-е место в списке 80 лучших бойцов за последние 80 лет по версии журнала Ring.
В 2003 году Жофре занял 85-е место в списке 100 величайших панчеров всех времен по версии журнала Ring.
В 2006 году Международная исследовательская организация бокса назвала Жофре лучшим легчайшим весом всех времен.
Эдеру Хофре посвящен биографический фильм 2018 года « 10 секунд до победы (порт. 10 Segundos Para Vencer)» . Его сыграл бразильский актер Даниэль де Оливейра.
В октябре 2021 года Жофре был занесен в Зал боксерской славы Западного побережья.

## Дальнейшее чтение
- Eder Jofre